# インターグ
インターグ株式会社（英: Interg Inc.）は、東京都港区に本社を置き、デジタルマーケティング事業を行う日本の企業である。

## 沿革
- 2017年6月 - インターグ株式会社を東京都港区六本木に設立
- 2020年2月 - 本社を東京都港区赤坂に移転
- 2022年7月 – 東京都港区三田に移転
- 2023年4月 – 東京都港区六本木に移転
- 2024年11月 – TOKYO PRO Marketに上場

## 事業
デジタルメディア事業、保険事業